# Kawasaki OH-1 Ninja
Kawasaki OH-1 Ninja – japoński lekki śmigłowiec rozpoznawczy i obserwacyjny produkowany przez firmę Kawasaki Aerospace Company.

## Historia rozwoju
Projektowanie śmigłowca Kawasaki OH-1 Ninja rozpoczęli japońscy producenci samolotów w związku z koniecznością opracowania nowego, bardziej wydajnej maszyny mogącej zastąpić dotychczas używany w Lądowych Siłach Samoobrony Hughes OH-6 Cayuse. Pierwsze prace nad OH-1 Ninja rozpoczęto w latach 90. XX wieku. Maszynę oblatano w 1996 roku i większość testów prototyp przeszedł pozytywnie, jednak były pewne niedociągnięcia w konstrukcji śmigłowca, a co za tym idzie, seryjna produkcja Kawasaki OH- 1 została odłożona w czasie do momentu ich wyeliminowania. W 2000 roku oficjalnie zaprezentowano OH-1, a japońscy wojskowi ujawnili większość jego osiągów w locie. Do tej pory odebrano jedynie 37 maszyn. Śmigłowce OH-1 stacjonują w bazach lotniczych Akeno, Gifu, Hachinohe, Kasumigaura, Kasuminome, Kisarazu, Metabaru, Osaka/Yao, Sapporo/Okadama, Tachikawa i Tokachi.

## Konstrukcja
Załoga śmigłowca Kawasaki OH-1 Ninja składa się z dwóch osób: pilota oraz strzelca. Śmigłowiec Kawasaki OH-1 Ninja używany jest jako maszyna rozpoznawcza, obserwacyjna oraz patrolowa. Pełnienie tych zadań ułatwia duży zasięg oraz prędkość maszyny. Napęd OH-1stanowią dwa silniki Mitsubishi TS1-M-10, z których każdy posiada moc 890 koni mechanicznych. Śmigłowiec posiada 4 × pylony umożliwiające podwieszenie uzbrojenia. Uzbrojenie śmigłowca stanowi podwieszane działko automatyczne, niekierowane pociski rakietowe, przeciwpancerne pociski kierowane oraz pociski powietrze–powietrze Typ 91.

## Wersje
Kawasaki XOH-1 Ninja – prototyp, posiadał słabszy napęd.
Kawasaki OH-1 Ninja – wersja produkcyjna.

## Galeria

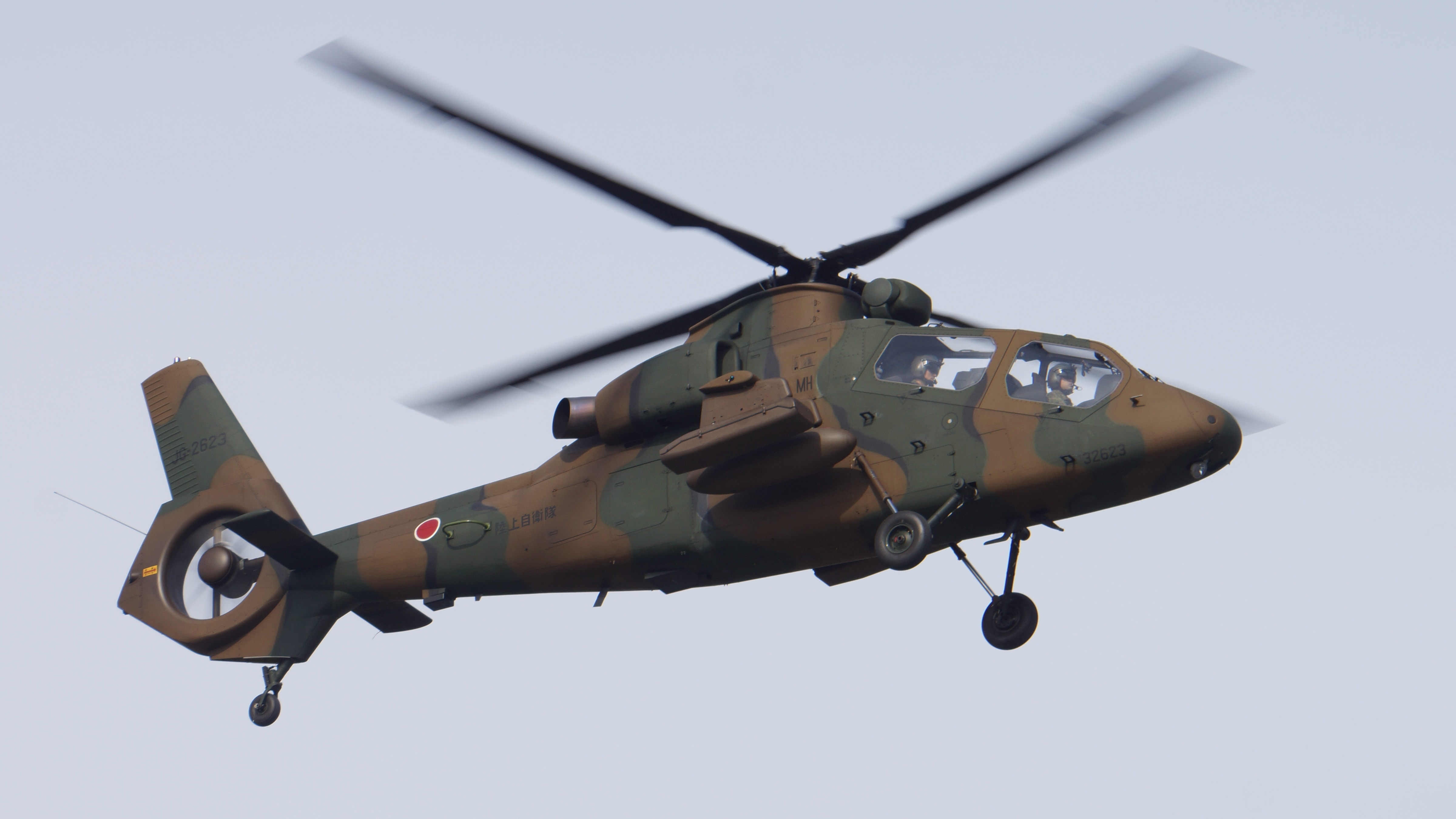
OH-1 Ninja w locie
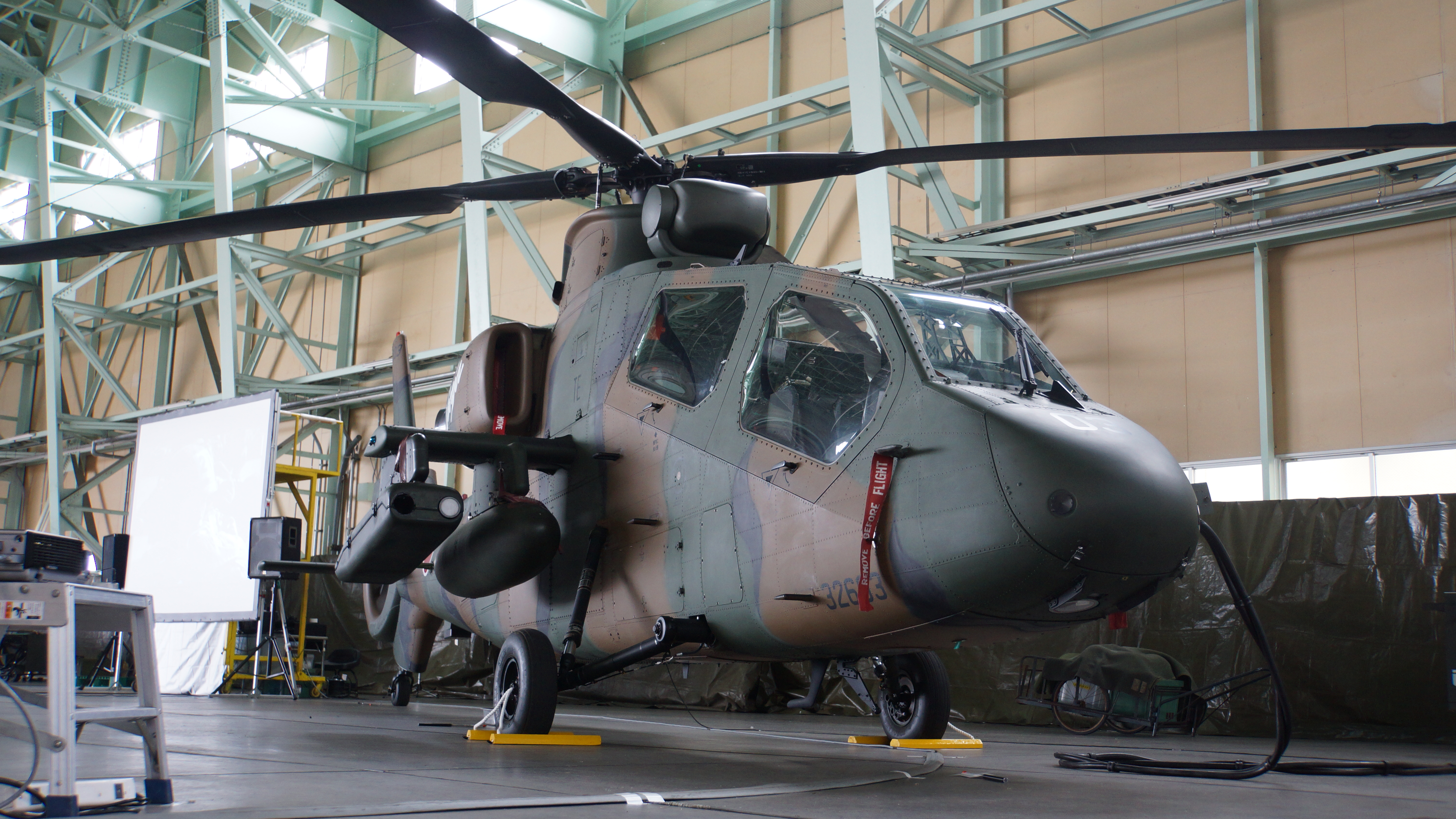
OH-1 Ninja z podwieszonym uzbrojeniem
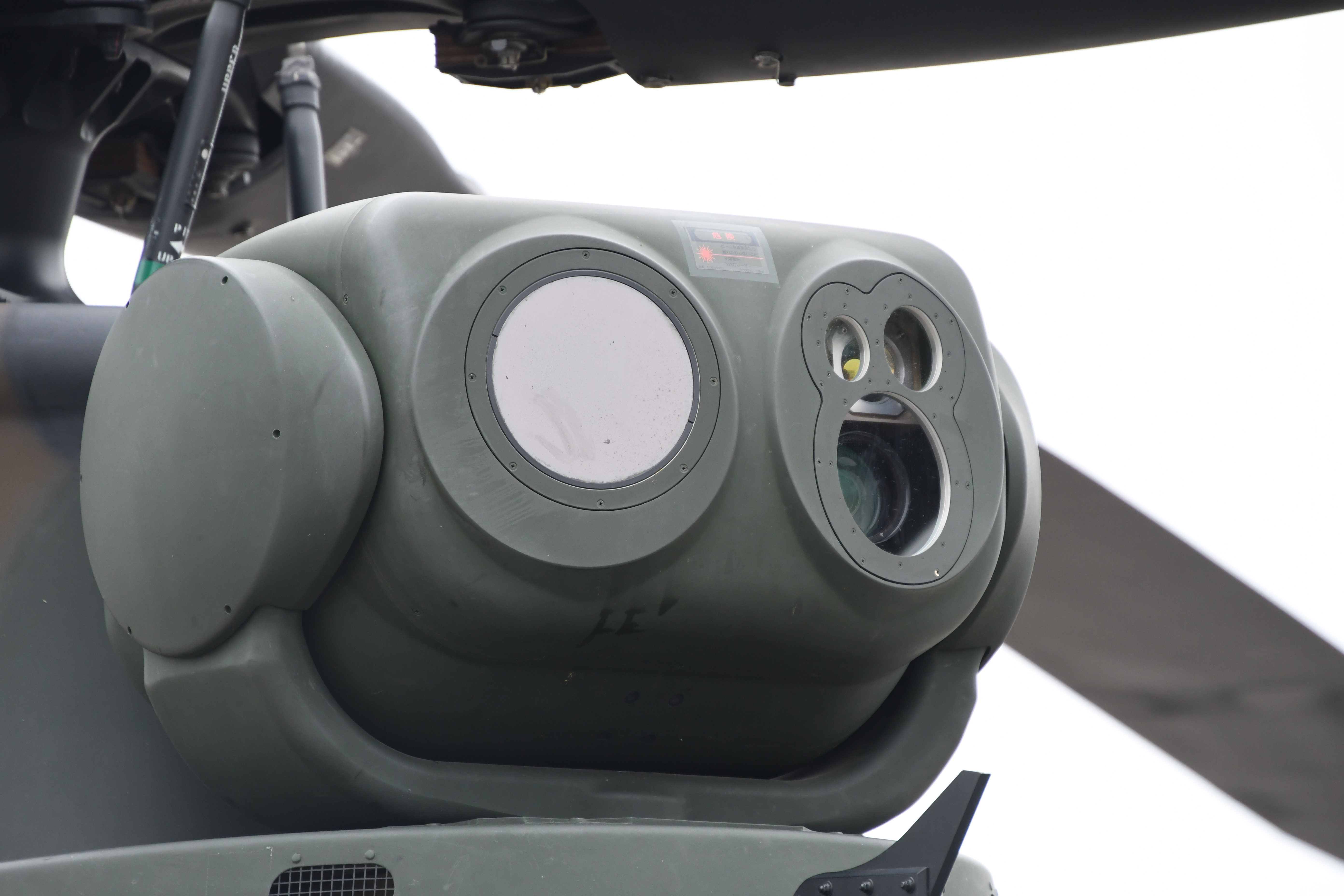
Głowica optoelektroniczna śmigłowca
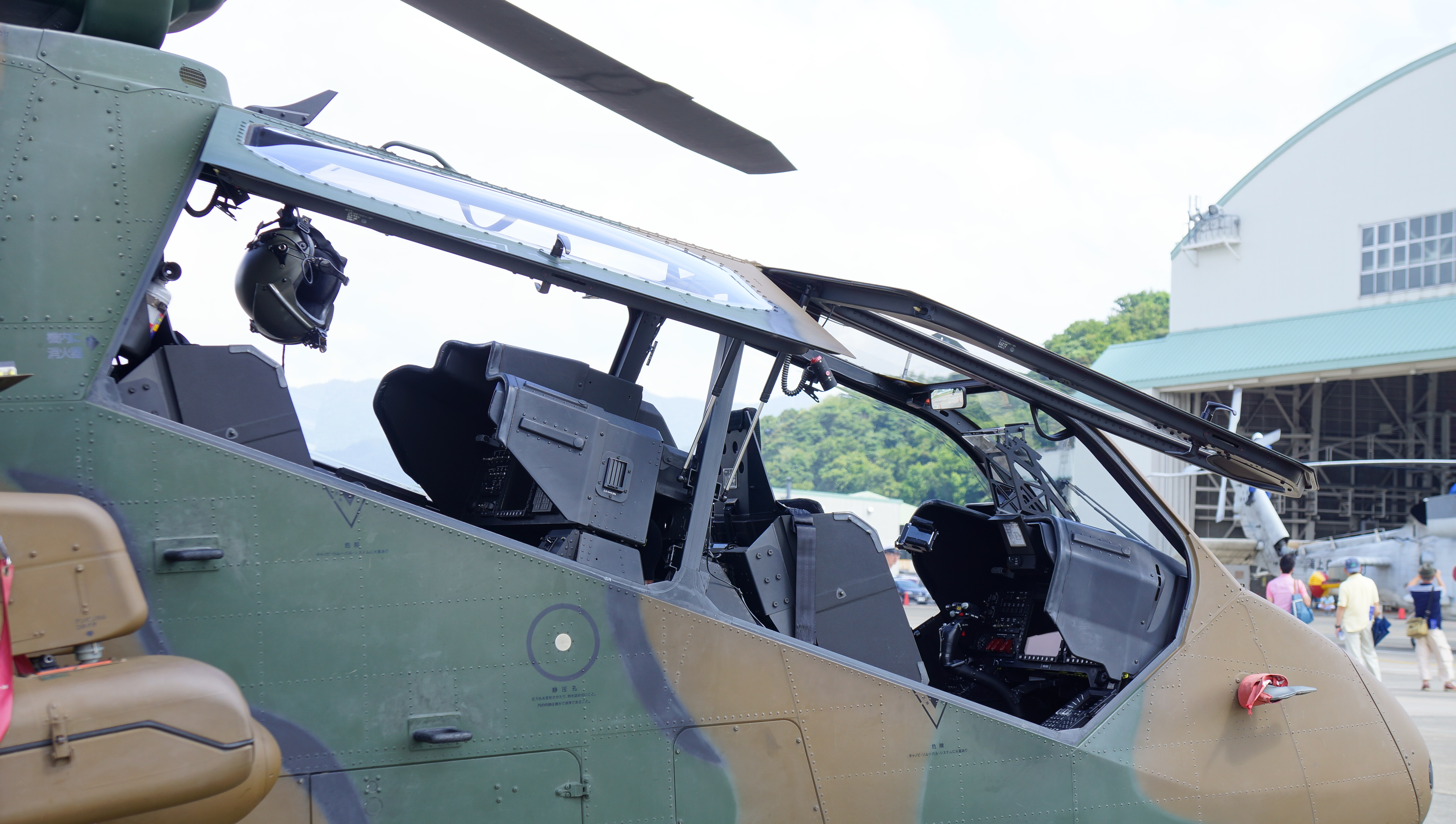
Kokpit śmigłowca
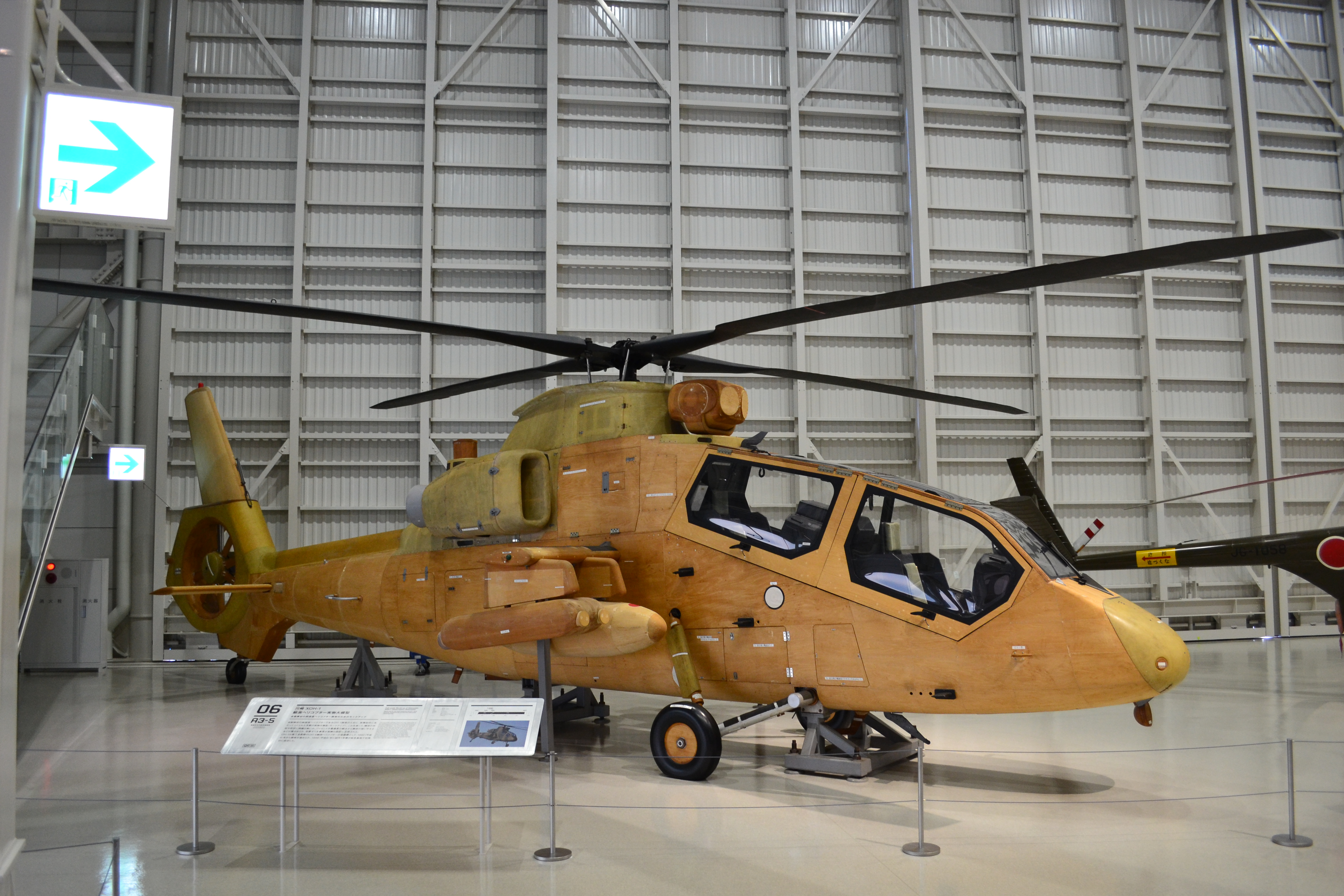
Makieta XOH-1 w Kakamigahara Aerospace Science Museum